# Antiblemma californica
Antiblemma californica là một loài bướm đêm trong họ Erebidae.